# Плашчански партизански одред
Плашчански народноослободилачки партизански (НОП) одред је био партизанска јединица у саставу Народноослободилачке војске и партизанских одреда Југославије током Другог светског рата у Хрватској.

## Историјат
Формиран је 8. августа 1943. од 3. батаљона Кордунашког НОПО и бораца из плашчанског и слуњског краја. Имао је 2 батаљона са око 290 бораца. У септембру формиран је 3. а у децембру 4. батаљон. Крајем децембра улази у састав Групе НОП одреда 4. корпуса. Већ у првом месецу свог постојања у борбама за ослобођење Оштарија, Одред је 9/10. септембра заробио 235 домобрана са целокупним наоружањем и опремом. У октобру и новембру учествовао је у чишћењу Цазинске крајине и источног дела Кордуна од муслиманске милиције, а потом водио борбе с Немцима и усташама измеду Слуња и Раковице, код Оштарија, Пријебоја, Пољанка и Модруша. Почетком јануара 1944. дао је око 600 бораца за попуну 3. бригаде 8. дивизије. Од 13. до 17. јануара, заједно са деловима 8. дивизије, учествовао је у борбама у рејону Доње и Горње Дубраве и Тоуња против делова немачке 392. дивизије, а 3. фебруара код Тоуњског Тржића; 5—8. марта водио је борбе с Немцима и усташама у Плашчанској долини, 14. маја код Личког Петровог Села, Плитвичког Љесковца и Чоркове увале; 22—30. маја учествовао је у одбијању напада немачких, усташких и домобранских снага на слободну територију Кордуна. Расформиран је крајем јула 1944, а његовим људством попуњене су јединице 8. дивизије НОВЈ.